# 日出鹽站
日出鹽站（日语：／ Hideshio eki */?）是屬於東海旅客鐵道（JR東海）中央本線的鐵路車站，位於日本長野縣鹽尻市大字宗賀日出鹽。

## 歷史
- 1913年（大正2年）9月10日：以日出鹽信號所的名稱開業，為鐵道省的一個車站。
- 1926年（大正]15年）12月21日：變為現在名稱。
- 1941年（昭和16年）4月1日：貨運業務開始辦理。
- 1949年（昭和24年）6月1日：成為日本國有鐵道的一個車站。
- 1960年（昭和35年）6月1日：貨運業務停止辦理。
- 1987年（昭和62年）4月1日：國鐵分割民營化，成為東海旅客鐵道的一個車站。

## 車站結構
本站為側式月台2面2線的地面車站。

### 月台配置
| 月台 | 路線     | 方向 | 目的地             |
| ---- | -------- | ---- | ------------------ |
| 1    | 中央本線 | 下行 | 鹽尻、長野方向     |
| 2    | 中央本線 | 上行 | 中津川、名古屋方向 |

## 车站周边
- 長泉院
- 本山宿
- 奈良井川
- 国道19号

## 相鄰車站
東海旅客鐵道（JR東海）
 中央本線
■普通
洗馬－日出鹽－贄川